# آزیلیا ارینگیوئیدس
آزیلیا ارینگیوئیدس (نام علمی: Azilia eryngioides) گونه‌ای گیاه گلدار از خانواده چتریان (نام علمی: Apiaceae) و بومی ایران است. این گونه تنها گونه در سرده آزیلیا است.
نام علمی این سرده از نام محلی این گیاه در زبان لری (ازیل) گرفته شده است. لقب گونه در لاتین به معنای «شبیه به سنت نیکلاس (Eryngium)» است که به دلیل برگ‌های مشابه، آبی مایل به خاردار این گیاهان نام گذاری شده است. این گونه بومی استان خوزستان و لرستان در غرب ایران است.
نام علمی Azilia به نوعی از عنکبوت‌ها در خانواده عنکبوت‌های گردباف آزیلیا کیسرلینگ، (نام علمی: Azilia Keyserling, 1881) نیز داده شده است.

## مورفولوژی
شکل گیاه: گیاهی علفی و چندساله که ارتفاع آن تا ۲ متر می‌رسد.
جوانه: ریزوم چوبی با قطر تا ۹ سانتی‌متر و با بقایای قاعده دمبرگ‌های برگ. ساقه‌ها متعدد، قوی و دارای شیارهای ریز، با ارتفاع ۱ تا ۲ متر و قطر پایه ۹ تا ۱۴ میلی‌متر.
برگ‌ها: برگ‌های بذری باریک و بیضوی به طول ۴۰–۵۰ میلی‌متر و عرض ۳–۴ میلی‌متر. برگ‌های گیاهان بالغ معمولاً آبی‌رنگ، چرمی و به‌ندرت ساده، اغلب پرمانند با ۲–۶ جفت برگچه.
گل‌ها: گل‌آذین‌ها باریک و خوشه‌ای، با انشعاباتی در بخش بالایی، شامل تقریباً ۷ شاخه با طول ۷–۱۴ سانتی‌متر، هرکدام با ۱–۳ چترک روی ساقه‌های کوتاه و با پوشش‌های مثلثی به طول ۲–۴ میلی‌متر. هر چتر شامل ۴–۱۰ ساقهٔ تقریباً برابر است که از پایه ضخیم شده و به طول ۱٫۵ تا ۴٫۵ سانتی‌متر است. هر چتر از ۷ تا ۱۱ پایه مرتبه دوم به طول ۳ تا ۷ میلی‌متر تشکیل شده است و تقریباً توسط پنج کلاهک مثلثی مانند نیزه ای به طول ۱٫۵ تا ۲٫۵ میلی‌متر پشتیبانی می‌شود. کاسبرگ کوچک اما برجسته است. گلبرگ‌های تاج نامحسوس، کم و بیش نورد شده، ضخیم، صورتی-بنفش-سفید با رنگ بنفش است.
میوه‌ها: میوه‌ها دو قسمتی، بیضوی و به شدت فشرده با طول ۸–۱۰ میلی‌متر و عرض ۴–۵ میلی‌متر و حاشیه‌های ضخیم. پشتی با خطوط نامحسوس و باریک. کارپوفور دو قسمتی، بادوام، پس از ریزش چاک‌بر باقی می‌ماند.

## زیست‌شناسی و بوم‌شناسی
زیستگاه: این گیاه در دامنه‌های واریزه‌ای غربی رشته‌کوه زاگرس در ارتفاع ۲۰۰۰–۲۳۰۰ متر بالاتر از سطح دریا و در جوامع گیاهی با حضور افرا کَرکُو یافت می‌شود.
ویژگی‌های فیتوشیمیایی: بخش‌های هوایی این گیاه دارای اسانس‌هایی هستند که حاوی ۶۳٫۸٪ α-پینن، ۱۸٫۹٪ استات بورنیل و ترکیبات دیگر است.

### ژنتیک
تعداد کروموزوم‌ها 2n = ۲۲. کاریوتایپ شامل ۹ جفت کروموزوم متاسانتریک و ساب متاسانتریک و ۲ جفت کروموزوم آکروسنتریک است.

### رده‌بندی
این گونه متعلق به جنس تک‌گونه‌ای Azilia Hedge & Lamond از زیرخانواده Apioideae در خانواده چتریان (Apiaceae) است. لکتوتیپ این گونه که در ژوئن ۱۸۹۹ در دره بازفت در بخش بالایی رودخانه کارون در خوزستان جمع‌آوری شد و در هرباریوم باغ گیاه‌شناسی سلطنتی مادرید نگهداری می‌شود.